# Ким, Екатерина Игоревна
Екатерина Игоревна Ким (уродж. Кужелева) (род. 6 октября 1993 года) - российская тхэквондистка.

## Карьера
Начала заниматься тхэквондо в посёлке Братский близ Тихорецка, где её тренером был Александр Нижник.  
Теперь тренируется у В.В. Хана и С.В. Хана в Ростове-на-Дону.
Вице-чемпион Европы 2014 года. 
На чемпионате России трижды (2012, 2013, 2014) завоёвала бронзу.
Муж - Владимир - также выступает за сборную России по тхэквондо.

## Вероисповедание
Является евангелистской христианкой.